# Гоєшть (комуна)
Гоєшть, Гоєшті (рум. Goiești) — комуна у повіті Долж в Румунії. До складу комуни входять такі села (дані про населення за 2002 рік):
- Адинката (109 осіб)
- Владімір (156 осіб)
- Гоєшть (1191 особа)
- Груйца (3 особи)
- Злетарі
- Мелеєшть (508 осіб)
- Могошешть (274 особи)
- Муерень (149 осіб)
- Пометешть (273 особи)
- Попяса (169 осіб)
- Піорешть (218 осіб)
- Финтинь (253 особи)
- Цандера (87 осіб)

Комуна розташована на відстані 185 км на захід від Бухареста, 17 км на північ від Крайови.

## Населення
За даними перепису населення 2002 року у комуні проживали 3390 осіб.
Національний склад населення комуни:
| Національність | Кількість осіб | Відсоток |
| -------------- | -------------- | -------- |
| румуни         | 3382           | 99,8%    |
| цигани         | 8              | 0,2%     |

Рідною мовою назвали:
| Мова      | Кількість осіб | Відсоток |
| --------- | -------------- | -------- |
| румунська | 3382           | 99,8%    |
| циганська | 8              | 0,2%     |

Склад населення комуни за віросповіданням:
| Релігія       | Кількість осіб | Відсоток |
| ------------- | -------------- | -------- |
| православні   | 3315           | 97,8%    |
| адвентисти    | 65             | 1,9%     |
| бретрени      | 3              | 0,1%     |
| п'ятдесятники | 2              | 0,1%     |
| баптисти      | 2              | 0,1%     |
| лютерани      | 2              | 0,1%     |
| мусульмани    | 1              | < 0,1%   |